# Пэн Лиюань
Пэн Лиюа́нь (кит. трад. 彭麗媛, упр. 彭丽媛, пиньинь Péng Lìyuán; род. 20 ноября 1962, Юньчэн, КНР) — китайская певица и актриса, жена Председателя КНР Си Цзиньпина, постоянная участница новогодних гала-концертов на CCTV. Генерал-майор НОАК. Профессор, научный руководитель аспирантов Академии искусств НОАК и Китайской музыкальной консерватории. Начальник Академии искусств НОАК.
Получила множество наград в песенных конкурсах по всей стране. Среди наиболее известных песен, исполняемых ею, «Люди из нашей деревни» (父老乡亲), «Джомолунгма» (珠穆朗玛), «На равнинах надежды» (在希望的田野上). Пэн Лиюань состоит на государственной службе в НОАК и в настоящее время имеет чин, соответствующий по местной Табели о рангах воинскому званию генерал-майора. Одна из первых певиц в Китае, получивших степень магистра по специальности «традиционная музыка», после того, как в 1980-е годы в вузах Китая была введена система магистратуры. На волне популярности за яркость и величественность получила в народе именование Фея Пионов. Пион, как особо почитаемый в Китае цветок, ассоциируется с символикой императоров, олицетворяет красоту и чувственность, — качества, по общему мнению, присущие Пэн Лиюань.

## Биография и личность
С Си Цзиньпином 24-летняя певица и актриса Пэн познакомилась в 1986 году, будучи к тому времени уже широко известной в Китае артисткой. По популярности Пэн Лиюань тогда значительно превосходила мужа, о котором стало известно в массах только в середине 2000-х годов. Аналитики и эксперты находят у статусной красавицы Пэн необходимый набор личностных качеств, делающих её символически важной фигурой в Китае: природные данные, опыт публичных выступлений, владение идеологической риторикой, служба в элите вооружённых сил, замужество за лидером могущественного восточного государства.
Отмечается также умение Пэн Лиюань подать себя: первая леди Китая задаёт модные тренды, появляясь то в чёрном двубортном тренчкоте и ботильонах на шнуровке, то в ослепительно белом костюме с воротником стойкой и туфлях из крокодиловой кожи, то в сером платье-футляре с надетым поверх шёлковым длинным сюртуком, расшитым золотом. Пэн Лиюань одевается с изысканным вкусом и чувством меры, ненавязчиво подчёркивая китайский колорит. Появляясь на публике вне сцены, Пэн обнаруживает изящные туалеты, аккуратную причёску, привлекательный, но сдержанный макияж.
Дизайнером стиля Пэн Лиюань является известный китайский модельер Ма Кэ. Одежда Пэн специально смоделирована Ма Кэ и создана общими усилиями национальных брендов Useless (Уюн) и Exeption (Ливай). Вся одежда являет собой образец чисто ручной работы, весь процесс от выбора ткани до шитья и покраски осуществлён в рамках концепции охраны природы. Дизайн и заказы для Пэн Лиюань представляют собой специальные товары, не продающиеся в публичных местах.
Пэн Лиюань — посол Всемирной организации здравоохранения по борьбе с туберкулёзом и ВИЧ, она занимается пропагандой здорового образа жизни и культурных обменов.
С 2009 по 2012 год заняла должность начальника Ансамбля песен и пляски Генерального политического отдела НОАК, а с 2012 года — начальник Акадимии искусств НОАК.
В марте 2013 года Пэн Лиюань сопровождала своего супруга с визитом в Москве и Дар-Эс-Саламе, затем они побывали в ЮАР, а в мае в частном поместье Саннилэндз в Калифорнии их принял президент США Барак Обама.
В ноябре 2014 года Пэн Лиюань была хозяйкой саммита АТЭС в Пекине. 9 мая 2015 года вместе с супругом присутствовала в Москве на военном параде в честь 70-летия Победы в Великой Отечественной войне.
Французский журнал Paris Match отмечает, что она свободно говорит по-английски. Из недостатков Пэн Лиюань наиболее чувствительным является невладение иностранными языками, что сдерживает её контакты с высокими зарубежными гостями Поднебесной, а также во время официальных визитов мужа за границу. Наблюдатели сомневаются также, что Пэн располагает обширными познаниями в области западной культуры и мировой политики.

## Семья
С 1987 года замужем за Си Цзиньпином, с которым познакомилась за год до этого. Для Пэн это был первый брак, для Си Цзиньпина — второй.
Дочь — Си Минцзе (род. 1992) — под вымышленным именем являлась студенткой Гарварда.

## Случай на саммите АТЭС
11 ноября 2014 года на одном из мероприятий саммита АТЭС на водном стадионе в Пекине Пэн Лиюань сидела между своим мужем и Владимиром Путиным. Решив, что стало прохладно, президент России накинул плед на плечи Пэн, видео этого эпизода стало популярным в интернете. Чуть позже Пэн передала плед сопровождающему охраннику и надела пальто. Жест Путина вызвал бурное оживление как в блогосфере, так и в околополитических кругах, и не только в Китае, но и на Западе. Комментаторы отметили, что жест Путина не вполне укладывается в восточный этикет обращения с замужней женщиной. На следующий день в Китае данное видео было удалено китайскими цензорами со всех Интернет-ресурсов, а пресс-секретарь российского лидера Д. Песков пояснил, что жест Путина надо воспринимать как галантный джентльменский поступок, вызвавший ненужные пересуды и дискуссии.